# Wtedy gdy
Wtedy gdy (oryg. That Time, fr. Cette fois) – dramat autorstwa Samuela Becketta napisany po angielsku w latach 1974–1975. Po raz pierwszy został opublikowany w 1976 w Stanach Zjednoczonych. W tym samym roku dwudziestego maja został wystawiony na deskach londyńskiego Royal Court Theatre. W Berlinie Zachodnim (również w 1976) utwór wyreżyserował Beckett osobiście.

## Opis sztuki
Jedynym aktorem dramatu jest długowłosy starzec, który stoi na platformie umieszczonej trzy metry nad poziomem sceny. Staruszek słucha opowieści o swoim życiu, mówionej przez trzy głosy: A, B i C. Każdy z głosów opowiada inną historię. Wszystkie trzy opowieści płynnie przeplatają się nawzajem, są chaotyczne i skupiają się wokół tych samych, powtarzanych wątków. Mówią między innymi o spotkaniu bohatera z ukochaną na skraju zagajnika oraz o odwiedzonych przez niego miejscach (ruiny willi, Galeria Portretu, poczta). 
Według autora sztuki, głos A mówi o wieku dojrzałym bohatera, głos B o bardzo wczesnej młodości, natomiast głos C o starości. Każdy z głosów występuje w sztuce dwanaście razy. 
Wtedy gdy składa się z trzech części. Przerwy pomiędzy nimi wyznaczają pauzy. Głosy odzywają się w następującej kolejności:
| A1 | C1 | B1 |  | A2  | C2  | B2  |  | A3  | C3  | B3  |  | C4  | A4  | B4  |  | PAUZA |  | ODDECH BOHATERA  |
| C5 | B5 | A5 |  | C6  | B6  | A6  |  | C7  | B7  | A7  |  | B8  | C8  | A8  |  | PAUZA |  | ODDECH BOHATERA  |
| B9 | A9 | C9 |  | B10 | A10 | C10 |  | B11 | A11 | C11 |  | B12 | A12 | C12 |  | PAUZA |  | UŚMIECH BOHATERA |

Gdy w trzeciej części głosy układają się w prawidłowej kolejności (młodość, dojrzałość, starość), na twarzy protagonisty pojawia się uśmiech. 
Podobnej konwencji, polegającej na wysłuchiwaniu głosów przez bohatera, Beckett użył w innych dramatach, na przykład w utworach Nie ja, Ostatnia taśma, czy Kołysanka.